# Tenor

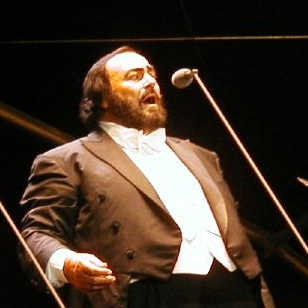
Luciano Pavarotti, un referente de este tipo de voz.

Un tenor es un cantante cuya tesitura está situada entre la del contratenor y la del barítono.
Su extensión o amplitud vocal suele ir, en el índice acústico internacional, desde el do3 hasta el la4, en canto coral, y hasta el do5, el do de pecho, en solos. Algunos tenores pueden alcanzar extremos graves como fa2 o agudos como sol5.
La palabra tenor deriva del italiano tenore y este a su vez del latín tenor (acento), debido a que en la música eclesiástica del Renacimiento el tenor sustentaba notas cortas y a cada sílaba del texto le hacía corresponder una sola nota, mientras que otras voces cantaban con un estilo melismático.

## Tesitura

Teclado de piano indicando la tesitura de tenor.

Según el Harvard Dictionary of Music, el registro (rango de todas las notas que puede cantar con voz potente) de un tenor va desde un do3 hasta un do5.
Existen algunas variaciones de la tesitura según el tipo de tenor:
- El tenor ligero puede cantar desde un do3 hasta un re5;
- El tenor lírico puede cantar desde un do3 hasta un do5;
- El tenor dramático puede cantar desde un do3 hasta un si4.

En general, cuando un compositor escribe una parte para tenor, utiliza un ámbito más estrecho de notas: desde un do3 hasta un si4.
Su extensión o amplitud vocal suele ir desde el do3 hasta el la4 en canto coral, y hasta el do5 (el do de pecho) en solos. 
Algunos tenores pueden alcanzar extremos bajos como fa2 o altos como sol5, como Mitch Grassi (1992-).
En las notas agudas, que comparte con el contratenor, la voz del tenor se distingue por su timbre claro y brillante así como por la resonancia pectoral de su voz.
Igualmente, en las notas graves, que comparte con el barítono, la voz del tenor se oye ligeramente oscura ya que el barítono tiene un registro grave mucho más rico.

## Tipos de tenor
Véase también: Matices vocales

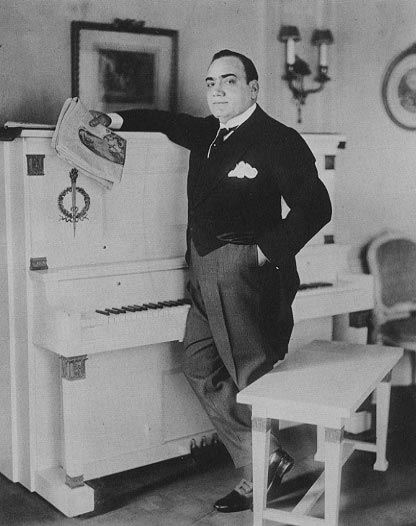
El tenor Enrico Caruso frente a su piano, en su apartamento de Nueva York. Referencia: Fryer, Paul (2005).

La voz humana es difícil de clasificar, por lo que las siguientes categorías tienen fronteras difusas y variables, pues muchos tipos vocales son evoluciones de otros precedentes y todos, a su vez, quedan subordinados a la fisiología del cantante. Muchas veces con los años, por la evolución física de sus cuerpos, los tenores cambian de tipo vocal.
La clasificación de la voz de tenor es una herencia de la historia de la ópera. Durante el período clásico, la voz de los tenores tendía a ser ligera para no romper el equilibrio musical, que era una de las características más resaltantes del período. Durante el romanticismo, sobre todo en Italia, se aumentó la potencia de las orquestas y, por tanto, los requisitos de las voces. Fue entonces cuando se consolidó la figura del tenor spinto. En Francia, donde se mantuvo por algún tiempo la tendencia a la elegancia y al equilibrio, se consolidó el tenor lírico. Finalmente, a partir de Richard Wagner (1813-1883) la orquesta creció notablemente y así la potencia que se demandaba a los cantantes, lo que dio lugar al nacimiento del tenor heroico.

### Tenor ligero
El tenor ligero, también llamado tenorino o tenore di grazia, posee una voz clara, aguda y ágil. Es una voz frecuente entre los tenores. Dentro de este tipo de tenores vale la pena destacar algunos tipos especiales de voces, por sus muy específicas características:
Luigi Alva (1927-),
Rockwell Blake (1951-),  Josep Carreras (1946-) y
Juan Diego Flórez (1973-),
entre otros.

### Tenor lírico ligero
El tenor lírico ligero, también denominado tenor cantante, posee una voz con más cuerpo que la del ligero y con ciertos matices líricos. Empezaron a popularizarse a finales del siglo XVIII y dominaron el período del bel canto durante el siglo XIX hasta el advenimiento de Wagner por un lado y el verismo italiano por el otro, que exigían otro tipo de tenores. Quizá los más importantes de los que se tiene constancia discográfica sean
Tito Schipa (1888-1965),
Juan Arvizu (1900-1985),
Alfredo Kraus (1927-1999),
Fritz Wunderlich (1930-1966),
Francisco Araiza (1950-)
y
Javier Camarena (1976-).

### Tenor lírico puro
El tenor lírico o tenor lírico puro es una voz de mayor potencia y firmeza en la proyección de la voz. Se exige un buen dominio del registro medio y belleza en el agudo. Es una voz muy apreciada y no muy frecuente, aunque solo destacan las voces de extraordinaria belleza tímbrica como las de
Nicolai Gedda (1925-2017),
Luciano Pavarotti (1935-2007),
Jaume Aragall (1939-), 
Plácido Domingo (1941-),
Ramón Vargas (1960-), 
Marcelo Álvarez (1962-)
y
Rolando Villazón (1972-).
El papel más emblemático del tenor lírico es el del Rodolfo en la ópera La Boheme de Puccini.

### Tenor lírico spinto
El canto spinto fue apareciendo a finales del siglo XIX para atender las óperas del naciente repertorio verista y popularizado después por las grabaciones del tenor italiano Enrico Caruso. En el canto spinto se abandonan las virtudes más técnicas del bel canto, para lograr un canto más potente, espontáneo y capaz de imitar expresiones de emoción desencadenada propias del verismo.
Aunque la palabra spinto ha llegado a ser un término para un determinado tipo de papel, el verbo spíngere no describe un tipo de voz, sino el defecto técnico de ‘empujar’ la voz. Así, el cantante llega al agudo con una exagerada presión subglótica de aire. Por eso, el tenor lírico spinto comúnmente no puede realizar coloraturas pero su volumen se ve incrementado, pudiendo sobreponerse a las cada vez más nutridas orquestas. Voces ejemplares de ese tipo fueron las de
Enrico Caruso (1873-1921),
Aureliano Pertile (1885-1952),
Miguel Fleta (1897-1938),
y
Franco Corelli (1921-2003),
entre otros.
El papel más emblemático del tenor spinto es el del Manrico en la ópera Il trovatore (de Giuseppe Verdi).

### Tenor dramático
De mayor potencia en la octava central y en los graves, y capacidad suficiente en los agudos. Aunque hoy es una voz poco común, fue muy utilizada en el repertorio posromántico y verista, donde se necesitaban voces suficientemente potentes como para ser oídas por encima de la opulencia de la orquesta.
Especial mención para el Otello (de Giuseppe Verdi), rol de tenor dramático por antonomasia.
Existe constancia discográfica de grandes tenores dramáticos como
Francesco Merli (1887-1976),
Kurt Baum (1900-1989-),
Mario del Mónaco (1915-1982),
Ángelo Loforese (1920-2020),
Jon Vickers (1926-2015)
y
Giuseppe Giacomini (1940-2021-).

### Heldentenor
En el repertorio alemán, el Heldentenor es el tipo vocal del tenor dramático antes mencionado. La concepción musical de Richard Wagner exigía un tipo vocal muy concreto y exigente: voces de corte dramático, pero de enorme resistencia física para sobreponerse durante horas a la orquesta wagneriana. Su primer exponente fue el muniqués Ludwig Schnorr von Carolsfeld (1836-1865), que falleció a las semanas del primer Tristán.[cita requerida]
Los más celebrados tenores wagnerianos de los que hay constancia discográfica fueron
Lauritz Melchior (1890-1973) y
Max Lorenz (1901-1975),
además de
Set Svanholm (1904-1964),
Ludwig Suthaus (1906-1971),
Günther Treptow (1907-1981),
Ramón Vinay (1911-1996),
Wolfgang Windgassen (1914-1974),
James King (1925-2005),
Jon Vickers (1926-2015),
René Kollo (1937-)
y
Siegfried Jerusalem (1940-).

### Tenor buffo
Un tipo de tenor muy específico de la ópera francesa reformista. Requiere un dominio absoluto del registro mixto; esto es, la capacidad de cantar en el límite entre el registro de pecho y de cabeza o falsete.
Portentos técnicos como
Nicolai Gedda (1925-2017) o
Alain Vanzo (1928-2002)
han podido cantar estos roles, pero quizá solo
Léopold Simoneau (1916-2006) y
Russell Oberlin (1928-2016) ―por tesitura, que no por repertorio― hayan sido los únicos haute-contre de entidad en el siglo XX.

### Tenor rossiniano
Al tenor rossiniano se le exige virtuosismo en la agilidad, dominio técnico para terribles saltos de octava y agudos altísimos que con frecuencia deben atacarse en falsete.
Se puede destacar como especialistas modernos a
Rockwell Blake (1951-),
Chris Merrit (1952-)
y
Bruce Ford (1954-).

### Tenor mozartiano
Para el tenor mozartiano el elemento más importante es el aborde instrumental de la voz, lo cual implica: una emisión vocal esbelta e impecable, perfección en la entonación, en el legato, en la dicción y en el fraseo, capacidad para hacer frente a las exigencias dinámicas indicadas en la partitura, belleza tímbrica, línea de canto segura resultante de un perfecto soporte y el perfecto dominio técnico del fiato, inteligencia musical, disciplina corporal, elegancia, nobleza, agilidad y habilidad para ejecutar y contener la expresividad dramática dentro del estrecho margen impuesto por el estricto estilo mozartiano, siendo el estilo mozartiano mismo el principal requerimiento a cumplir.
La tradición alemana del tenor mozartiano data de finales de los años 1920, cuando dichos tenores comenzaron a hacer uso de la técnica desarrollada por Caruso para lograr e incrementar la dinámica y la expresividad requeridas por Mozart.
Las referencias comienzan con
Marcel Wittrich (1901-1955) a fines de los años 1920 y continúan con
Walther Ludwig (1902-1981),
Joseph Schmidt (1904-1942),
Anton Dermota (1910-1989),
Fritz Wunderlich (1930-1966)
y
Francisco Araiza (1950-),
siendo este último quien ha dejado el legado mozartiano más abundante incluyendo 15 grabaciones, 7 roles y más de 350 presentaciones documentadas en los principales teatros del mundo durante un período de 25 años.